# Marie Pierre Louis de Frotté

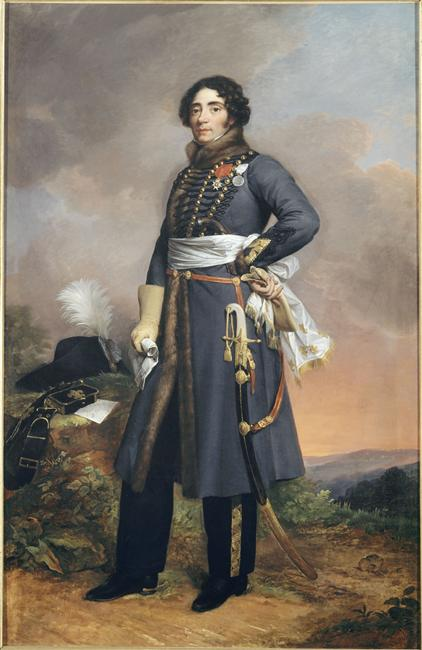
Louis de Frotté (Gemälde von Louise Bouteiller, 1822)

Marie Pierre Louis de Frotté, genannt Blondel (* 5. August 1766 in Alençon – hingerichtet am 18. Februar 1800 in Verneuil-sur-Avre), war ein symbolhafter Anführer der normannischen Chouannerie in der Armee der Emigranten.

## Leben
Er war der Sohn von Pierre Henry de Frotté, Junker und Herr von la Rimblière, und seiner Ehefrau Agathe de Clairambault. Nach dem Tod seiner Frau heiratete la Rimblière Anne Suzanne Dumont de Bostaquet. Deren beide Söhne aus erster Ehe gehörten ebenfalls der „Armée royale de Normandie“ an – Isaac Gabriel Auguste alias du Verdun und Isaac Antoine Auguste alias La Fontelaye.
Der Comte Louis de Frotté begann seine militärische Karriere 1781 im Régiment Colonel-Général. Als Infanterieoffizier während der Französischen Revolution war er ein früher Gegner der Revolutionäre und stellte sich bald auf die Seite der Emigration.
Nach der gescheiterten Flucht der königlichen Familie nach Metz, die in Varennes-en-Argonne endete (→ Flucht nach Varennes), verließ de Frotté seine Truppe und schloss sich der Armee des Herzogs von Braunschweig an. In der Kanonade bei Valmy kämpfte er gegen die Republikaner, emigrierte 1792 nach Italien und dann nach Deutschland. Hier trat er in das Korps der Chevaliers de la couronne der Armee der Emigranten ein.

### Der Aufstand in der Bretagne
Als Angehöriger im Regiment „Chevaliers de la couronne“ des Vicomte de Bussy bereitete in England den Aufstand seiner Heimatprovinz vor. Um seine Hingabe an die Sache der Bourbonen zu verdeutlichen, bat er Joseph de Puisaye, der für die Interessen des Königs in der Bretagne zuständig war, 1794 in London nachdrücklich um die Erlaubnis nach Frankreich zu gehen, um in der Normandie einen Aufstand anzuzetteln. Er erhielt seine Vollmachten sowie eine Bestätigung als Colonel per Brevet. Anfang 1795 landete er mit einigen anderen Herren an der Küste von Saint-Malo, unterstützte einen Kampf gegen die republikanischen Truppen, entkam einer Verfolgung und erreichte die Normandie.
Er brachte großen Mut und Geduld mit, natürliche, aber schlecht ausgebildete militärische Fähigkeiten und ein unerschütterliches Durchsetzungsvermögen seiner Ideen. Besessen von der Notwendigkeit, sich einen Namen zu machen, stürzte er sich in die Karriere des Bürgerkriegs, die einzige, die seiner Kühnheit offenstand. Allerdings waren damals im Département Vendée und in der Bretagne von einer Annäherung und einer Waffenruhe zwischen den Republikanern und den Royalisten die Rede. Der Nationalkonvent wollte unbedingt die Zahl seiner inneren Feinde auf friedlichem Wege verringern, eine Möglichkeit, die bis dahin von den Revolutionären abgelehnt worden war.

### In der Normandie
Als Gegner jeder friedlichen Lösung reiste Frotté am 1. April 1795 in die Bretagne, um an den Sitzungen zur Ausarbeitung des Mabilais-Vertrages teilzunehmen. Dort weigerte er sich, den von Pierre Dezoteux de Cormatin ausgehandelten Vertrag zu unterzeichnen, und erklärte, dass er seine Prinzipien niemals leugnen würde und dass es für die Royalisten nur bewaffnete Sicherheit gäbe. Sofort kehrte er in die Normandie zurück, konnte die angrenzenden Départements Calvados und Départements Manche für den Aufstand gewinnen und schaffte es, über die Îles Saint-Marcouf eine Verbindungslinie mit Jersey aufzubauen. Er versuchte dann, über den Kanton Domfront und insbesondere den Canton de Tinchebray seine Operationen mit denen der Royalisten in der Comté du Maine abzustimmen.
Frotté hatte anfangs nur dreihundert Mann unter seinem Kommando, die allerdings noch nicht sehr erfahren waren. Doch seine Ausdauer und unermüdliche Tätigkeit brachte ihm immer wieder Teilerfolge in den republikanischen Kantonen ein. Er bemühte sich, das Vertrauen der Landbevölkerung zu gewinnen und steigerte die Zahl seiner Anhänger täglich. Seine Korrespondenz mit England und den französischen Fürsten war bald in vollem Gange. Mehrere emigrierte Offiziere wurden aus London zu ihm geschickt und Überläufer kamen, um seine Truppe zu verstärken. Nachdem er sich geweigert hatte, seine Waffen niederzulegen, sah er im Juli 1795 mit Freude die Wiederaufnahme der Feindseligkeiten zwischen den Royalisten und den Republikanern in fast allen Departements des Westens. Um diese Zeit marschierte er im Maine ein, wo er zusammen mit anderen Führern vorübergehend die Stadt Mayenne einnahm.
Nach seiner Rückkehr von dieser Expedition bemühte er sich, seine Operationen mit denen der anderen Anführer im Anjou, im Maine und der Bretagne zu koordinieren; aber das Ergebnis der Landung der Emigranten in Quiberon Quiberon-Expedition stoppte die Entwicklung seiner umfangreichen Projekte. Am 15. November wurde er in seinem Hauptquartier von der Garnison von Mortain angegriffen. Er wehrte den Angriff ab und griff sofort seinerseits den Posten von Teilleulan. Nach einem sehr heftigen Kampf setzte er ihn in Brand, zwang so die Republikaner zum Rückzug und hielt sie in Schach, indem er sich überall zeigte. Er erweiterte seine Organisation in der Basse-Normandie, hatte einen Stab und Divisionskommandanten und bemühte sich um die Einführung strenger Disziplin unter seinen Truppen, die zusammen ein Korps von vier- bis fünftausend Mann hätten bilden könnten; aber die kriegerischen Umstände erlaubte fast nie eine komplette Zusammenziehung der Einheiten.
Frotté schloss er sich dann den Kolonnen von Marie Paul de Scépeaux de Bois-Guignot und Fortuné Guyon de Rochecotte in der Umgebung von Mayenne an; sie griffen gemeinsam mehrere republikanische Bataillone an, die zunächst zurückgeschlagen wurden, später aber, verstärkt durch die Garnison von Mayenne, zum Angriff zurückkehrten und ihrerseits die Royalisten in die Flucht trieben. Letztere versammelten sich jedoch dann wieder, und die Kommandanten beratschlagten, um über ihre weiteren Operationen zu entscheiden. Es wurde jedoch schnell klar, dass die unterschiedlichsten Ansichten der Herren nicht zu gemeinsamen Maßnahmen führen würden.
Die Generäle der Royalisten zogen es vor, in ihren jeweiligen Bezirken isoliert zu handeln und kombinierte Aktionen hatten fast nie Erfolg. Rochecotte, Scépeaux und Frotté trennten sich, jeder kehrte in sein eigenes Gebiet zurück. In der Normandie wurde Frotté von seinem Vater aufgesucht, der gerade mit Depeschen und Subventionen des englischen Ministeriums gelandet war. Auf diese Weise ermutigt, verdoppelte Frotté seine Anstrengungen, er gründete eine Gesellschaft, die unter dem Namen Gentilshommes de la couronne (etwa: Edelleute der Krone) organisiert wurde; sein System des Aufstandes verbreitete und propagierte sich. Frotté wurde für die Republikaner zu einem immer gewaltigeren Problem. Er versammelte zu dieser Zeit eine große Truppe im Forêt d’Halouze, wo er gewöhnlich sein Hauptquartier hatte. Mit etwa 1500 Männern marschierte er dann um Tinchebray anzugreifen.
Die Garnison war nicht groß, aber eine große Anzahl von Republikanern, die sich in der Stadt befanden, setzten sich gegen die Royalisten zur Wehr. Die Stadt war mit Palisaden umgeben, der Glockenturm und die Kirche Saint-Rémy waren mit Zinnen oder Schießscharten versehen. Der Angriff war heftig und die Schlacht blutig. Frotté zeigte Furchtlosigkeit und Gelassenheit, er war überall, aber nach verschiedenen Angriffen zog er sich zurück. Das Ergebnis der Expedition war kein wirklicher Erfolg, er sollte nur dazu dienen, den Zusammenhalt der Royalisten zu stärken.

### Wieder in England
In der Normandie gewann der Aufstand an Dynamik. Fast jeder Kanton hatte Anführer, die Frotté gehorchten. Aber in der Vendée, an den Ufern der Loire, in der Bretagne und im Maine stand es um die Angelegenheiten der Royalisten eher schlecht. General Hoche unterwarf alles, indem er einerseits die Waffen sprechen ließ, aber auch mit der Politik der Mäßigung arbeitete. Er kontrollierte mit seinen vielen Bataillonen die ganze Normandie und die Bretagne. Trotz hartnäckigsten Widerstandes war Frotté gezwungen, wieder nach England zu gehen und lehnte jede Art von Annäherung oder persönlicher Unterwerfung unter die republikanische Regierung ab.

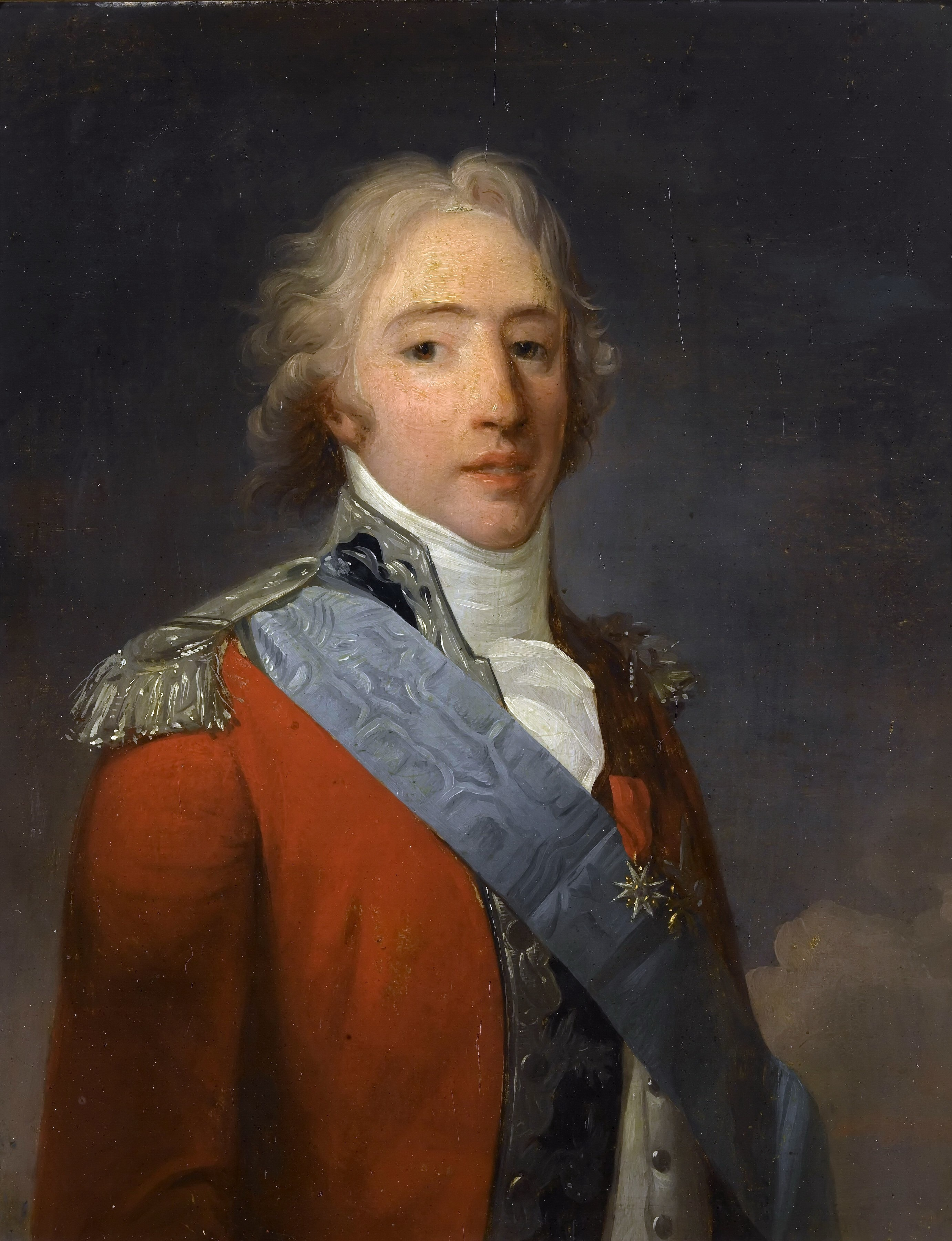
Der Comte d’Artois

Vor seiner Abreise hatte er seine Divisionen bis auf weiteres entlassen und den Königlichen Rat der Normandie mit den Einzelheiten von Friedensverhandlungen beauftragt, wobei er seinen Soldaten empfahl, ihre Waffen zu verstecken. 1796 in London angekommen, wurde er von dem in dieser Stadt gegründeten Royalistenkomitee zu Comte d’Artois, dann nach Edinburgh geschickt, um den Comte de Provence zu bewegen, eine Expedition in die Bretagne zu unternehmen. Die Umstände schienen nicht günstig zu sein.

### Zweite Erhebung
Erst nach der Auflösung des Kongresses von Rastadt und während des Krieges von 1799 konnten die Royalisten in Westfrankreich wieder zu den Waffen greifen. Gegen Ende September landete Frotté in der Normandie, mit dem Rang eines Maréchal de camp, weitreichenden Befugnissen und dem Oberbefehl über die Royalisten in der Normandie und in der La Perche. Unter dem Kriegsnamen „Blondel“ übernahm er im September 1799 das Kommando über die normannischen „Briganten“.
Der Bürgerkrieg wurde immer intensiver, den Royalisten standen mindestens gleiche Kräfte gegenüber. Frotté griff Vire ohne Erfolg an; er nahm mehrere Dörfer ein, die er aber später wieder aufgeben musste. Er befreite seine Mutter und eine große Anzahl von Royalisten, die gerade auf Grund des Geiselgesetzes inhaftiert worden waren. Er machte eine erfolgreiche Expedition in den Süden des Departements Manche, musste dann aber Rückschläge hinnehmen. Inmitten dieses aktiven Krieges festigte und disziplinierte sich seine Truppe, Frotté selbst konnte seinen Einfluss auf fast die gesamte Normandie ausdehnen. Seine Armee betrug nun fast elftausend Mann.

### Bonapartes Machtergreifung
Der Aufstieg Napoleon Bonapartes zur absoluten Macht mit dem Staatsstreich des 18. Brumaire VIII bedeutete das Ende für die bewaffnete royalistische Partei. Frotté war vielleicht derjenige von allen Kommandanten, der die Folgen am besten voraussah, auch dass der Erste Konsul ihn als seinen persönlichen Feind betrachtete.
Von diesem Moment an war die Niederlage von Frotté besiegelt. Mit Friedensverhandlungen begann die Auflösung des royalistischen Staatenbundes. Der Frieden von Montfaucon beendet die Rebellion der Chouans auf dem linken Loire Ufer. Frotté setzte sich trotz allem ständig für die Fortsetzung des Krieges ein, fast alle anderen Führer hatten bereits kapituliert, er widersetzte sich jedoch immer noch und lehnte jede Art von Frieden ab. Er wollte die Aufständischen vom Maine, deren Anführer sich gerade unter seine Fahnen gestellt hatten, sammeln und bewegte sich mit mehreren Kolonnen auf der Straße nach Alençon. Hier fanden mitten im Winter drei blutige Schlachten bei Mortagne-au-Perche, La Chaux (Orne) und Le Mêle-sur-Sarthe statt, wobei er seine besten Offiziere verlor.
Von seiner Partei inzwischen im Stich gelassen und von ständig wachsenden Streitkräften bedroht, schrieb Frotté an den mit den Friedensverhandlungen beauftragten Gabriel Marie Joseph d’Hédouville, dass er die von den anderen königlichen Kommandanten akzeptierten Gesetze ebenfalls billige. Am 28. Januar 1800 teilte er dies dem General Guidal, der das Departement Orne befehligte, mit.

### Das Ende

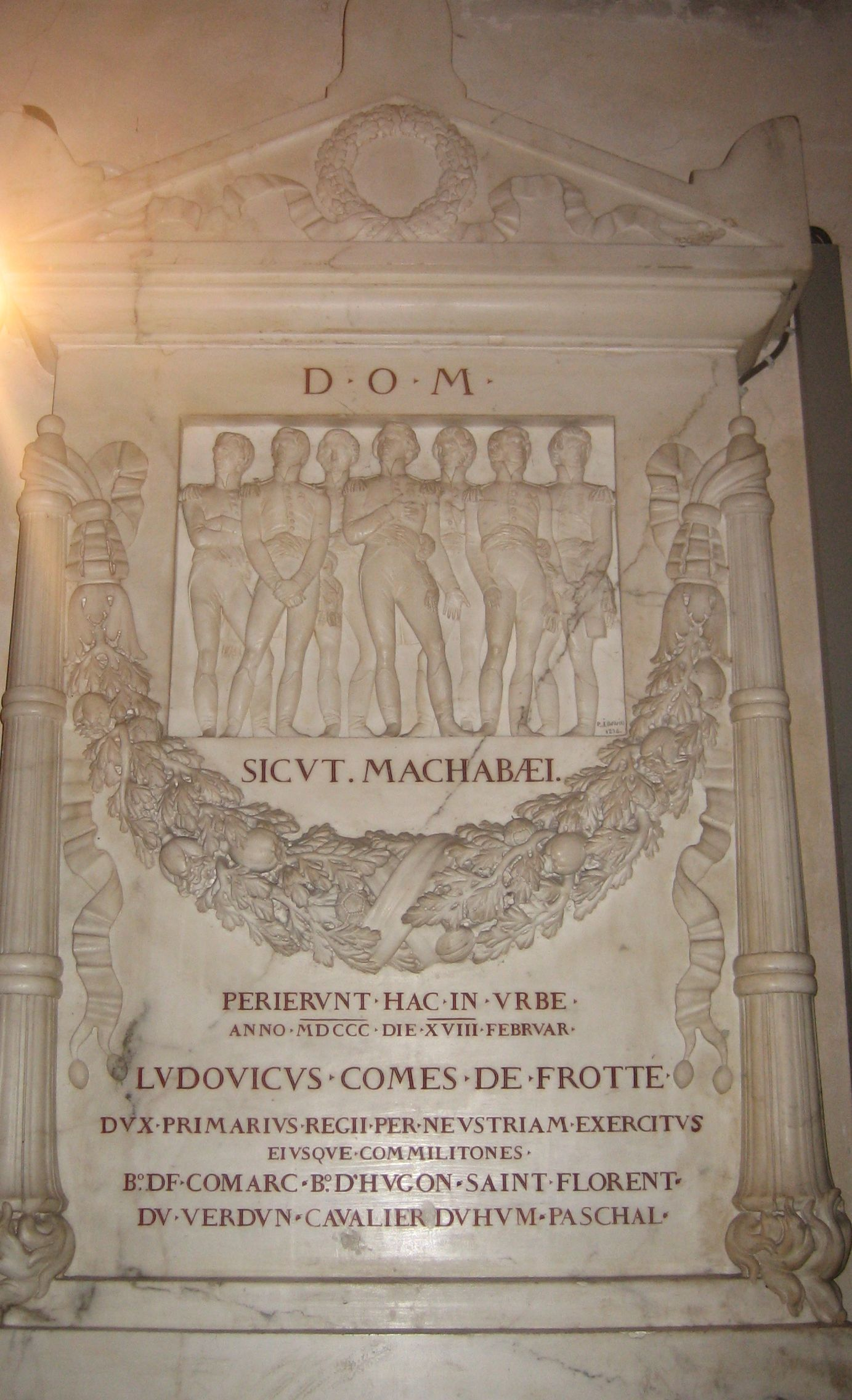
Kenotaph des Comte de Frotté von David d'Angers in der „Église de la Madeleine“ in Verneuil-sur-Avre.

Frotté wurde mit sechs seiner Offiziere entgegen den gemachten Zusagen verhaftet. Am 15. Februar 1800 wurde er in Alençon im „Hôtel du Cygne“ während der Verhandlungen mit General Guidal durch Verrat gefangen genommen. Drei Tage später verurteilte ihn eine Militärkommission in Verneuil-sur-Avre ohne Anwalt oder Zeugen zum Tode, dort wurde er auch erschossen. Als Begründung wies man einen gefälschten Brief vor, in dem er einem seiner Freunde ankündigte, dass man sich zum Schein ergeben solle und sich allem außer der Entwaffnung unterwerfen müsse.
Inmitten der Verhandlung ließ er sich Wein bringen, und auf seine Einladung hin riefen seine Mitangeklagten mit ihm zusammen trinkend: „Es lebe der König!“
Am nächsten Tag wurde er zu Fuß an den Ort der Hinrichtung gebracht. Er wies die Augenbinde zurück und wartete gelassen auf die Gewehrschüsse. Seine Leiche wurde irgendwo verscharrt und konnte nicht mehr gefunden werden.
Heute ist in der „Église de la Madeleine“ in Verneuil-sur-Avre ein Kenotaph erhalten. Ein, an der Stelle seiner Hinrichtung errichtetes Denkmal befindet sich in der Rue des frères Lumière, im Gewerbegebiet von Verneuil.